# Hippolyte Sebron
Hippolyte Victor Valentin Sebron (n. 21 august 1801, Caudebec-en-Caux, Haute-Normandie, Franța – d. 1 septembrie 1879, Paris, Franța) a fost un pictor francez de peisaje, peisaje urbane și portrete. A fost, de asemenea, fotograf și a lucrat în pasteluri.

## Biografie

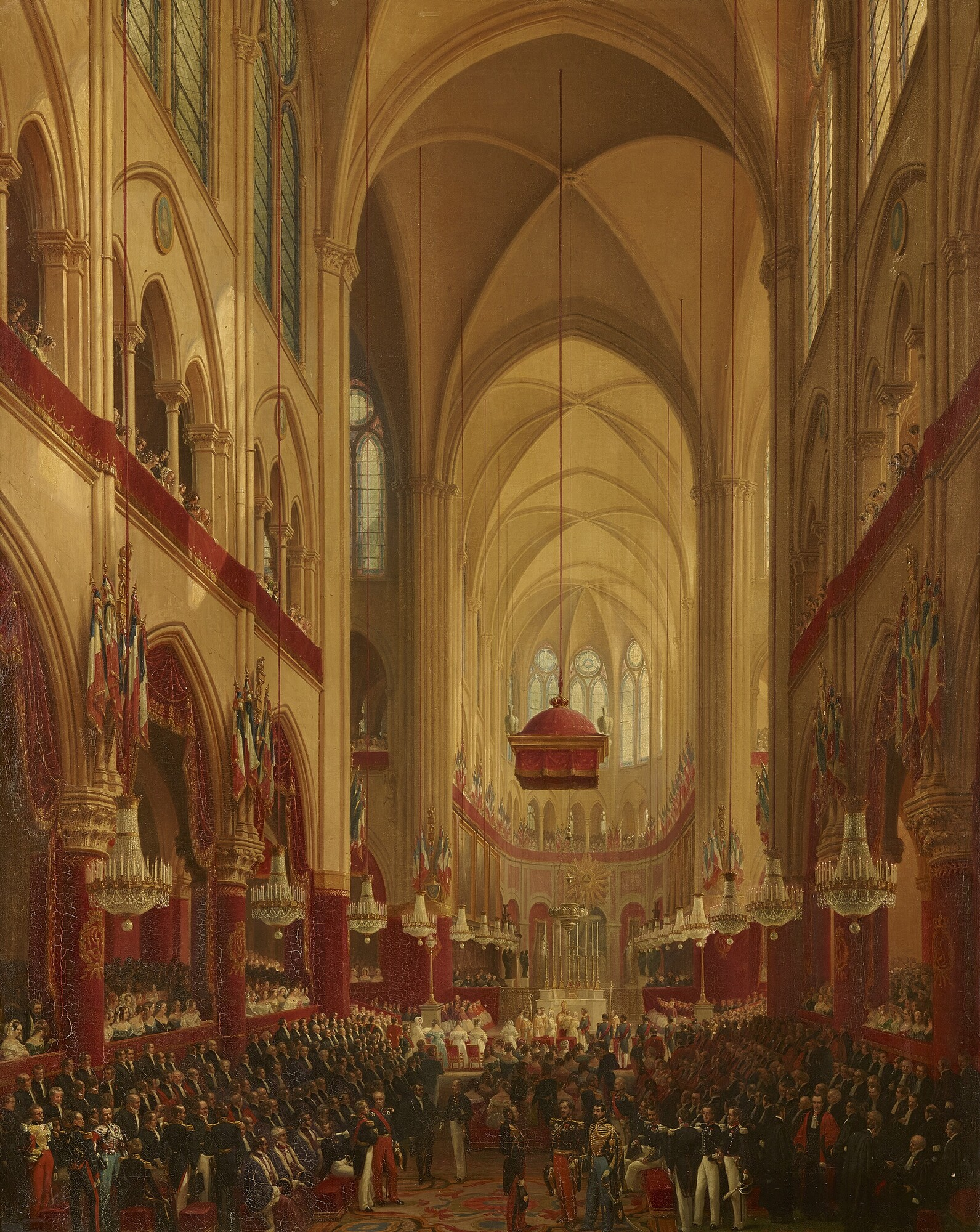
Botezul Prințului Filip, conte de Paris (1841), comandat de Regele Louis-Philippe.

A studiat la École des Beaux-Arts. La început, a lucrat ca pictor decorativ. Prima sa expoziție la Salon⁠(d) a avut loc în 1825. Curând, și-a câștigat o reputație ca pictor de portrete de interior. Mai târziu, a devenit elevul lui Léon Cogniet.
În 1827, în timp ce decora noul Théâtre de l'Ambigu-Comique⁠(d), a fost luat ca student de Louis Daguerre și a devenit colaborator la dioramele teatrale populare ale lui Daguerre.
După ceva timp, a început să simtă că nu primește recunoașterea cuvenită, dar a ales să rămână în parteneriat, în ciuda ofertelor de muncă permanentă la Londra în timpul unei călătorii în Anglia. Despărțirea a survenit atunci când guvernul francez i-a acordat lui Daguerre o pensie anuală de 2 000 de franci pentru conceperea de noi tehnici pe care Sebron le considera ideile sale. De asemenea, a susținut că a fost în întregime responsabil pentru paisprezece dintre cele treizeci de diorame create în timpul perioadei petrecute cu Daguerre.
A renunțat complet să mai realizeze diorame, deși stilul său va reflecta întotdeauna această experiență. În 1830, a făcut o vizită în Italia, unde a creat peste 150 de vederi ale unor orașe și monumente. Totuși, acesta s-a dovedit a fi doar începutul călătoriilor sale. În 1838, a plecat în Spania, Portugalia și Africa de Nord cu baronul Isidore Justin Séverin Taylor pentru a crea un album ilustrat. După ce a realizat o comandă din partea regelui Ludovic-Filip al Franței pentru muzeul istoric de la Versailles, a petrecut ceva timp în Anglia. Aceasta a fost urmată de o altă călătorie în Spania și Maroc.
În timpul Revoluției din 1848, peste douăzeci dintre lucrările sale au fost distruse în incendiul de la Castelul de Neuilly. La scurt timp după aceea, a început să planifice o călătorie în America de Nord. A plecat în 1849 și a petrecut următorii șase ani călătorind prin Canada și Statele Unite, cu sejururi în Louisiana și New York, unde a participat la Expoziția industriei tuturor națiunilor. Cu toate acestea, a descoperit că cererea de artă în America era mult mai mică decât în Europa și s-a orientat către pictura de portrete pentru a-și câștiga existența.
La întoarcerea sa în Franța în 1855, nu a reușit să se stabilească, rătăcind prin Europa și Mediterana, până în Egipt, Istanbul și Siria, unde a vizitat ruinele în 1870.Totuși, a murit la Paris.

## Selecție de picturi

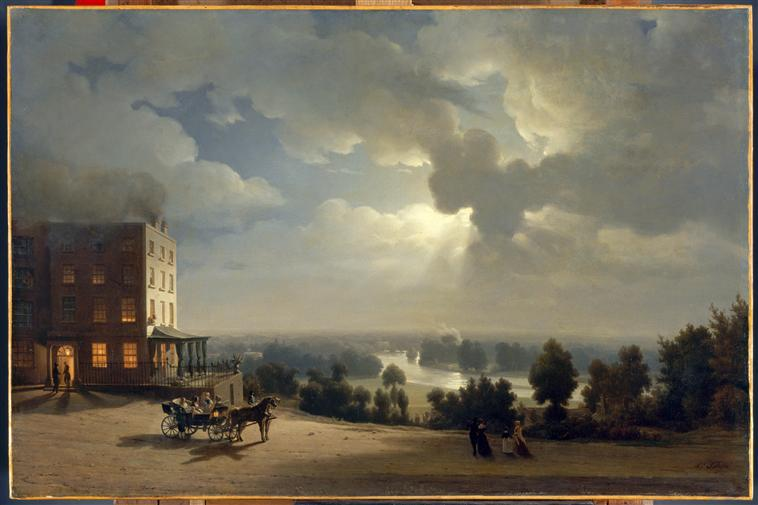
Lumina lunii în Richmond, North Yorkshire (1845)
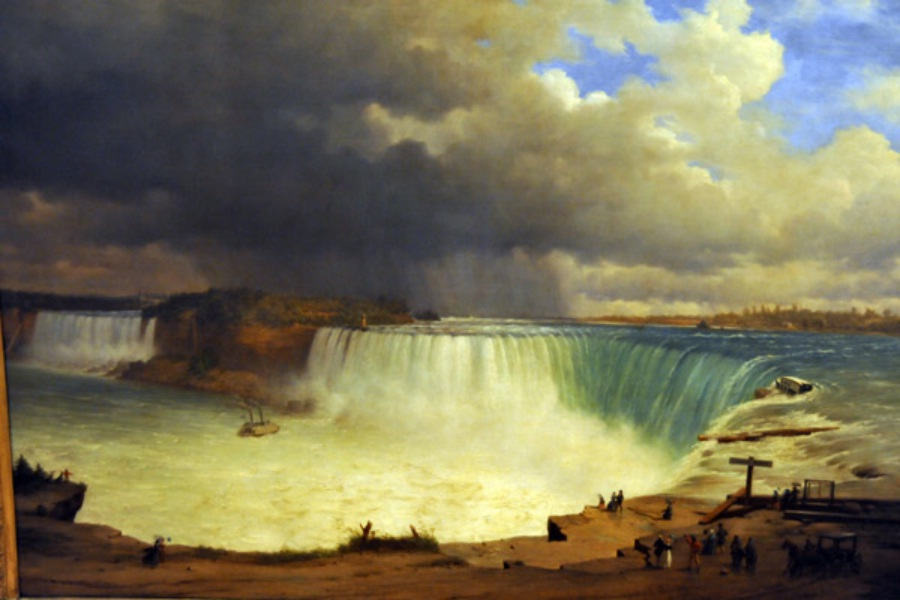
Table Rock, Cascada Niagara (1850)
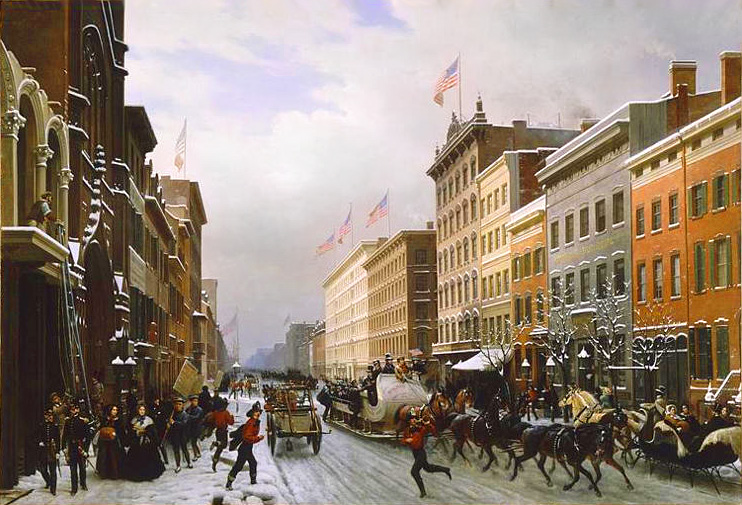
Broadway pe timpul iernii (1855)
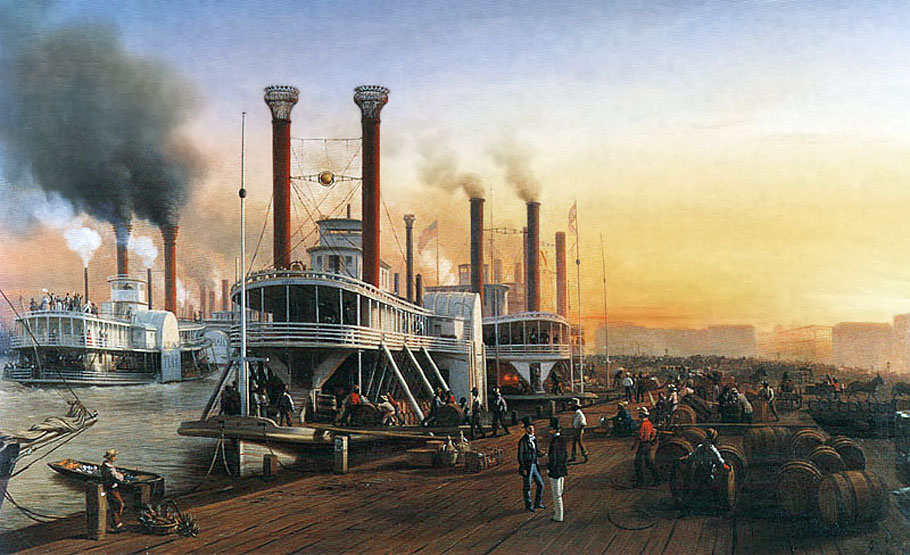
Bărci cu aburi în New Orleans (1853)
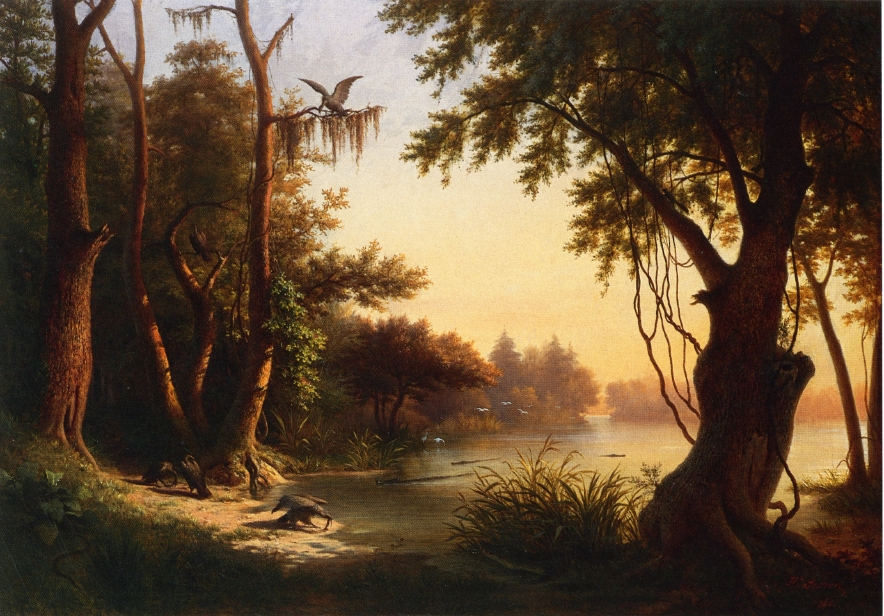
Lacul Crocodile, Louisiana (1861)
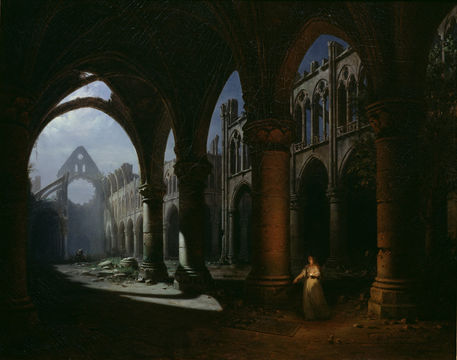
Interiorul unei abații în ruine (1848)
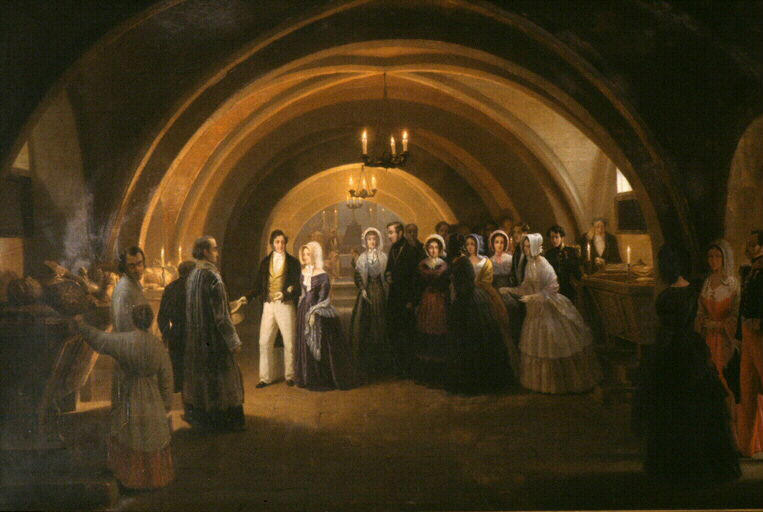
La Reine Victoria au bras de Louis-Philippe visite les tombeaux des comtes d'Eu le 5 septembrie 1843 (1845)
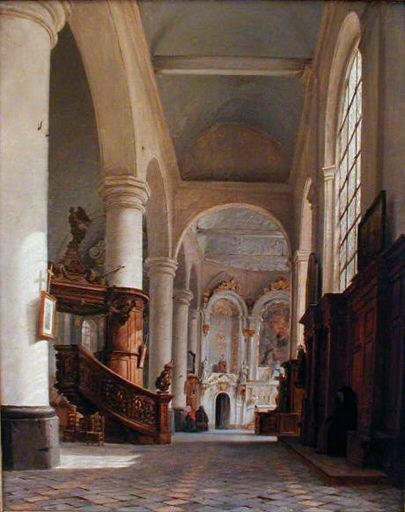
Intérieur de l'église Saint-Denis à Saint-Omer (1835)
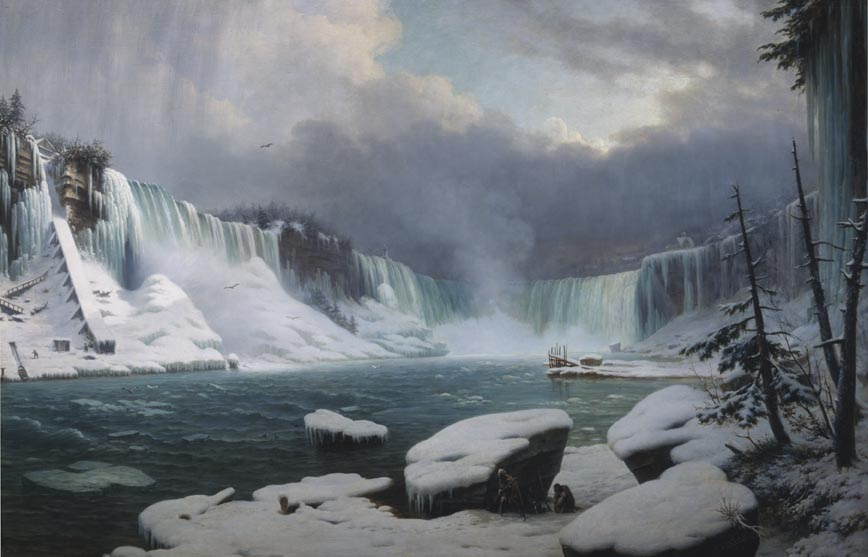
Chutes du Niagara în hiver (1856)